# Renaud Camus
Renaud Camus (Chamalières, 10 augustus 1946), is een Franse schrijver en extreemrechts politiek militant. Hij is internationaal vooral bekend van zijn samenzweringstheorie over de ‘omvolking'.
Hij is ook de auteur van een dagboek, gepubliceerd sinds de jaren 1980, en eveneens organisator van culturele evenementen in het Château de Plieux. Hij was de homoseksuele zaak genegen in de jaren zeventig.
Nadat hij in de jaren zeventig en tachtig lid was geweest van de sociaaldemocratische PS, richtte hij in 2002 de ‘Parti de l'innocence’ op. Hij schreef talloze teksten over wat hij noemt de "grote vervanging" van Europese volkeren door immigratie, wat hem invloedrijk maakt binnen de rechtse 'identitaire' beweging.
In 2015 trad hij toe tot de partij ‘Souveraineté, identité et libertés’. Hij was kandidaat bij de Europese verkiezingen van 2014 en 2019, maar verwerpt de lijst die hij kort voor deze laatste verkiezingen leidde.
In de jaren 1990 werd hij ervan beschuldigd pedoseksualiteit te verdedigen. In 2010 stelde hij resoluut dat hij nooit pedoseksualiteit verdedigd had. Hij werd in 2000 aangeklaagd voor antisemitisme in het kader van de “Camus-affaire”, vervolgens in 2017 door Yann Moix. In 2014 werd hij veroordeeld wegens het aanzetten tot haat en geweld tegen moslims.

## Schrijverschap
Na diverse studies werkte Camus in de jaren zeventig als redacteur. In 1975 debuteerde hij als literair schrijver met de roman Passage. Hij schrijft onder meer romans, reisverslagen, lyrische poëzie en teksten over politieke en maatschappelijke kwesties. Sinds 1987 publiceert hij jaarlijkse persoonlijke dagboeken. Homoseksualiteit is een motief in sommige werken. Camus heeft veel geëxperimenteerd met zaken als intertekstualiteit en het afwisselen van verschillende vertelvormen. Sommige boeken verschenen onder een pseudoniem dat als personage voorkwam in andere verhalen.

## Politiek engagement

### Evolutie naar extreemrechts
Renaud Camus was lid van de PS in de jaren 70 en 80, stemde in 1981 op François Mitterrand en in 2002 op de ecoloog Noël Mamère. In een interview met het Britse magazine ‘The Spectator’ vertelt hij dat hij reeds in 1996 begon te evolueren toen hij een gids over het departement Hérault samenstelde. Hij beweerde dat hij "plotseling besefte dat in die zeer oude dorpen ... de bevolking totaal was vervangen." Renaud Camus begint naar rechts op te schuiven.
Het is pas in 'l'Abécédaire de l'innocence in 2010 dat Renaud Camus de extreemrechtse complottheorie van de ‘omvolking’ definieert. In 2012 wou hij zich kandidaat stellen bij de Franse presidentsverkiezingen, met een programma variërend van serieuze voorstellen, zoals de “repatriëring van in het buitenland geboren criminelen", tot ongewone thema's in de Franse politiek, zoals "het recht op stilte, de afschaffing van windmolenparken",” het verbieden van advertenties langs de weg, het maken van heiligdommen van overgebleven ongerepte plaatsen, het stoppen van de productie van auto's die sneller kunnen gaan dan de maximumsnelheid, en het erkennen van Israël, Palestina en een Groot-Libanon voor christenen in het Midden-Oosten”. Hij slaagde er echter niet in om genoeg presentaties van gekozen vertegenwoordigers te krijgen om president te kunnen worden, en besloot uiteindelijk Marine Le Pen te steunen.

### Complot van de omvolking
Renaud Camus beschrijft het complot van de ‘omvolking’ in detail in 'Le Changement de peuple', gepubliceerd in 2013. Hij beweert geïnspireerd te zijn door de omstreden Britse politicus Enoch Powell, auteur van de roemruchte 'Rivers of Blood'-toespraak over de gevolgen van multiculturalisme.

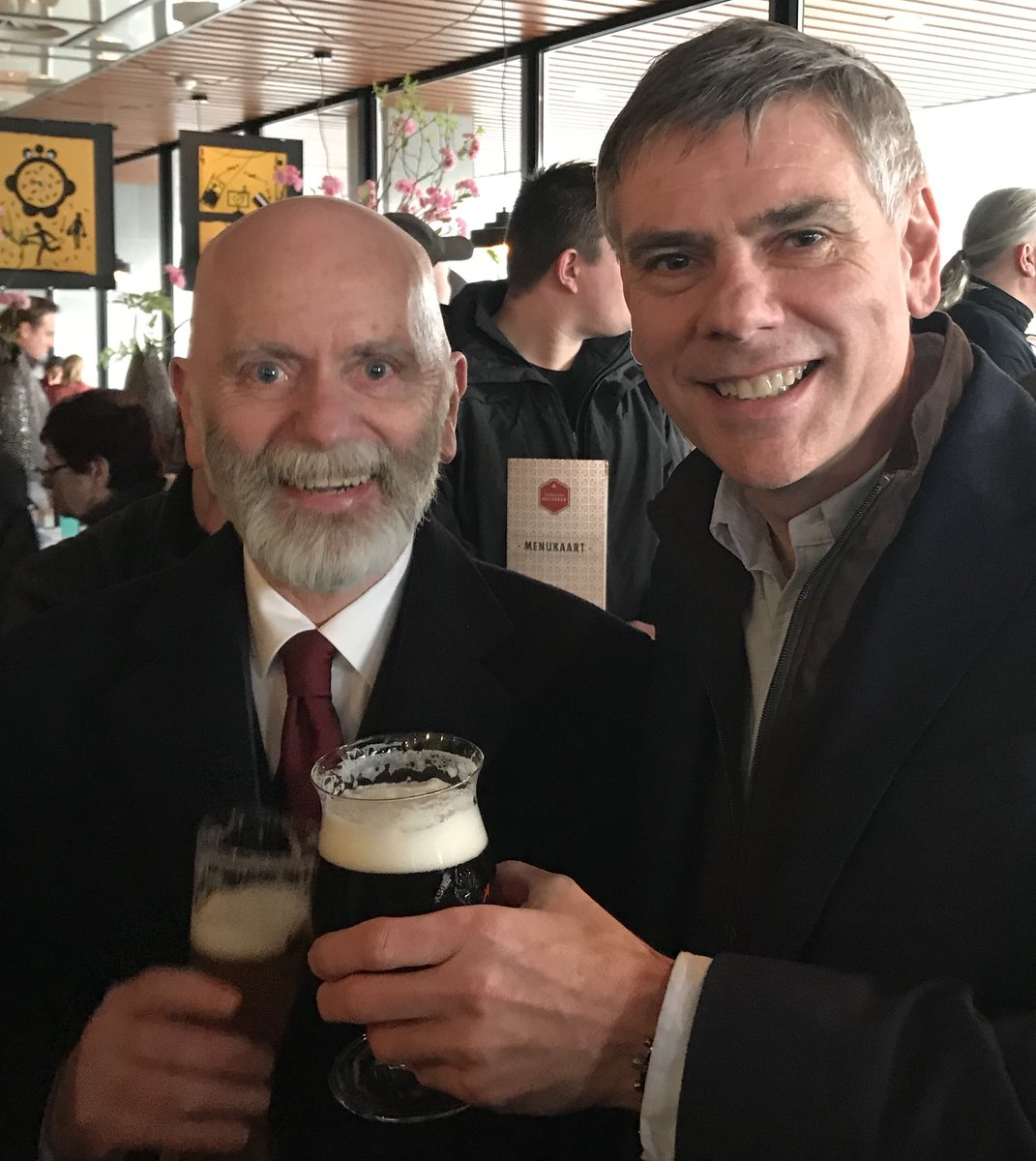
Renaud Camus en Filip De Winter

Hij bevestigt dat wat hij de 'grote vervanging' noemt een snel en belangrijk fenomeen is met betrekking tot de geschiedenis van Frankrijk en hij stelt ook het begrip van de 'grote deculturatie' voor. Deze notie, al ontwikkeld door Renaud Camus in het gelijknamige werk ‘La Grande Déculturation’ wordt hier door hem voorgesteld als de onmisbare schakel naar de 'grote vervanging'. Omdat hij vindt dat de media en vooral het nationaal onderwijs direct betrokken zijn bij deze cultuurafbraak en hij ze als voornaamste hefboom ziet die de ‘grote vervanging’ teweeg brengt, vat hij die idee samen in de slogan: "Een volk dat zijn klassiekers kent, laat zich niet zonder opstand naar de vuilnisbakken van de geschiedenis leiden", die hij regelmatig herhaalt.
De theorie van ‘omvolking’ stelt dat er een complot is, een groot plan om de blanke en christelijke bevolking van Europa te vervangen en dat progressieven massa-immigratie promoten om Europa ter herbevolken met migranten. De idee van ‘omvolking’ verspreidde zich snel in de politieke middens en de media, in de identitaire beweging, bij leden van het  Front National, waaronder Jean-Marie Le Pen, Stéphane Ravier en Marion Maréchal, tot bij journalisten als Éric Zemmour en Ivan Rioufol, of in bladen als 'Valeurs Actuelles en Causeur'. Georgia Meloni verdedigde het complot van de ‘omvolking’ voor ze premier werd van Italië en ook Steve Bannon, de ideoloog van Trump is er een voorstander van.
Een aantal journalisten en intellectuelen hebben de stellingen van Renaud Camus sinds 2010 zeer kritisch benaderd, voornamelijk in de linkse pers, zoals in een artikel in de Nouvel Observateur dat spreekt over de “xenofobe pap van Renaud Camus” of een artikel in Le Monde waarin wordt gesproken over het “grote verkooppraatje”.
Hoewel Camus gewelddadige acties van extreemrechtse terroristen herhaaldelijk heeft veroordeeld en publiekelijk heeft verloochend, hebben verschillende extreemrechtse terroristen, waaronder de daders van de schietpartij in de Christchurch-moskee in 2019, de schietpartij in El Paso in 2019 en de schietpartij in Buffalo in 2022, verwezen naar de ‘omvolking’ complottheorie Camus' gebruik van sterke termen als 'kolonisatie' en 'bezetters' om niet-Europese immigranten en hun kinderen te bestempelen (in analogie met de nazi-bezetting van Frankrijk), is door filosoof Alain Finkielkraut beschreven als impliciet oproepen tot geweld.